# Lubbockia wilsonae
Lubbockia wilsonae är en kräftdjursart som beskrevs av Heron och Damkaer 1969. Lubbockia wilsonae ingår i släktet Lubbockia och familjen Lubbockiidae. Inga underarter finns listade i Catalogue of Life.